# Васильевский (Белокалитвинский район)
Васильевский — хутор в Белокалитвинском районе Ростовской области.
Входит в состав Ильинского сельского поселения.

## География
Хутор расположен в 70 км (по дорогам) северо-восточнее города Белая Калитва (райцентр). Хутор находится на левом берегу реки Березовая.
На хуторе имеется одна улица: Васильевская.

## Население
| 1989 | 2002 | 2010 |
| ---- | ---- | ---- |
| 50   | ↘42  | ↘11  |